# 20796 Philipmunoz
20796 Philipmunoz este un asteroid din centura principală de asteroizi.

## Descriere
20796 Philipmunoz este un asteroid din centura principală de asteroizi. A fost descoperit pe 24 septembrie 2000 la Socorro, New Mexico, în cadrul proiectului LINEAR. Asteroidul prezintă o orbită caracterizată de o semiaxă mare de 2,90 ua, o excentricitate de 0,09 și o înclinație de 2,3° în raport cu ecliptica.